# Villers-lès-Moivrons
Villers-lès-Moivrons ist eine französische Gemeinde mit 143 Einwohnern (Stand: 1. Januar 2022) im Département Meurthe-et-Moselle in der Region Grand Est (bis 2015 Lothringen). Die Gemeinde gehört zum Arrondissement Nancy und zum Kanton Entre Seille et Meurthe.

## Lage
Villers-lès-Moivrons liegt etwa 18 Kilometer nordnordöstlich von Nancy. Umgeben wird Villers-lès-Moivrons von den Nachbargemeinden Moivrons im Norden, Leyr im Osten und Süden, Montenoy im Südwesten sowie Bratte im Westen.

## Bevölkerungsentwicklung
| Jahr                       | 1962 | 1968 | 1975 | 1982 | 1990 | 1999 | 2006 | 2019 |
| Einwohner                  | 62   | 69   | 91   | 82   | 72   | 79   | 127  | 143  |
| Quellen: Cassini und INSEE |      |      |      |      |      |      |      |      |

## Sehenswürdigkeiten
- Kirche Saint-Fiacre aus dem 18. Jahrhundert